# Rap-A-Lot Records
Rap-A-Lot Records ist ein US-amerikanisches Hip-Hop Label, welches in Houston im US-Bundesstaat Texas angesiedelt ist.

## Geschichte
Es wurde Mitte der 80er von James Smith (auch bekannt als J Prince) gegründet und hat sich seit Beginn auf Gangsta-Rap konzentriert.
Das Label gilt als Pionier des Houston-Rap und hat Künstler wie die Geto Boys (mit den Mitgliedern Scarface, Bushwick Bill, Willie D), Ganksta N-I-P oder die 5th Ward Boyz bekannt gemacht. Weitere bekannte Künstler waren Yukmouth, Menace Clan aus Kalifornien und Do or Die aus Chicago. Im Moment ist unter anderem Devin the Dude unter Vertrag.

## Diskografie (Auswahl)

### 1980er
- 1988 Making Trouble (Geto Boys - Rap-A-Lot/Priority Records)
- 1988 Nice And Hard (Def IV - Rap-A-Lot Records)
- 1988 Uh Oh! - Suckers Come To War; Why? To Die! (Royal Flush - Rap-A-Lot Records)
- 1989 Grip It! On That Other Level (Geto Boys - Rap-A-Lot Records)
- 1989 Controversy (Willie Dee - Rap-A-Lot Records)

### 1990er
- 1990 The Geto Boys (Geto Boys - Def American Recordings/Rap-A-Lot Records)
- 1990 The Big Payback (Choice - Rap-A-Lot/Priority Records)
- 1991 We Can’t Be Stopped (Geto Boys - Rap-A-Lot/Priority Records)
- 1991 Mr. Scarface Is Back (Scarface - Rap-A-Lot/Priority Records)
- 1991 Always Bizness, Never Personal (Terror Strikes - Rap-A-Lot Records)
- 1991 Convicts (Convicts - Rap-A-Lot Records)
- 1991 I Know How To Play 'Em! (O.G. Style - Rap-A-Lot Records)
- 1992 Little Big Man (Bushwick Bill - Rap-A-Lot Records)
- 1992 Stick-N-Move (Choice - Rap-A-Lot/Priority Records)
- 1992 I’m Goin’ Out Lika Soldier ('Willie D - Rap-A-Lot/Priority Records)
- 1992 It's Been A Long Rhyme Coming  (Prince Johnny C - Rap-A-Lot/Priority Records)
- 1992 The South Park Psycho (Ganksta N-I-P - Rap-A-Lot Records)
- 1992 The Invincible (Raheem - Rap-A-Lot Records)
- 1992 Bone Hard Productions presents: Bone Hard Zaggin (Big Mello - Rap-A-Lot/Priority Records)
- 1992 Bringing Hell On Earth (Too Much Trouble - Rap-A-Lot/Priority Records)
- 1993 The World Is Yours (Scarface - Rap-A-Lot Records)
- 1993 Ghetto Dope (5th Ward Boyz - Rap-A-Lot/Priority Records)
- 1993 Player's Choice (Too Much Trouble - Rap-A-Lot/Priority Records)
- 1993 Til Death Do Us Part (Geto Boys - Rap-A-Lot/Priority Records)
- 1993 Rigormortiz (DMG - Rap-A-Lot/Priority Records)
- 1993 The Dark Roads (Seagram - Rap-A-Lot/Priority Records)
- 1993 Funky Lil Brotha (2 Low - Rap-A-Lot/Priority Records)
- 1993 Psychic Thoughts (Ganksta NIP - Rap-A-Lot Records)
- 1994 Somethin' Serious (Big Mike - Rap-A-Lot Records/Priority Records)
- 1994 Reality Check (Seagram - Rap-A-Lot Records)
- 1994 Gangsta Funk (5th Ward Boyz - Rap-A-Lot/Priority Records)
- 1994 The Diary (Scarface - Rap-A-Lot/Noo Trybe Records)
- 1994 Wegonefunkwichamind (Big Mello - Rap-A-Lot Records)
- 1994 Straight Up Drivin’ Em (Tim Smooth - Rap-A-Lot Records)
- 1994 Don’t Blame It On Da Music (Trinity Garden Cartel - Rap-A-Lot/Priority Records)
- 1994 Fadanuf Fa Erybody!! (Odd Squad - Rap-A-Lot Records)
- 1995 Rated G (5th Ward Boyz - Rap-A-Lot/Noo Trybe Records)
- 1995 Uncut Dope: Geto Boys’ Best (Geto Boys - Rap-A-Lot/Noo Trybe Records)
- 1995 Secrets Of The Hidden Temple (Blac Monks - Rap-A-Lot/Noo Trybe Records)
- 1995 Your Entertainment, My Reality (Poppa LQ - Rap-A-Lot/Noo Trybe Records)
- 1995 Phantom of the Rapra (Bushwick Bill - Rap-A-Lot/Noo Trybe Records)
- 1995 True Game (Mad CJ Mac - Rap-A-Lot/Noo Trybe Records)
- 1995 Deadly Groundz (5th Ward Juvenilez - Rap-A-Lot/Noo Trybe Records)
- 1995 Da Hood (Menace Clan - Rap-A-Lot/Noo Trybe Records)
- 1996 The Resurrection (Geto Boys - Rap-A-Lot/Noo Trybe Records)
- 1996 The Wicked Buddah Baby (3-2 - Rap-A-Lot/Noo Trybe Records)
- 1996 Doomsday: Forever RSO (The Almighty RSO - Rap-A-Lot/Noo Trybe Records)
- 1997 Still Serious (Big Mike - Rap-A-Lot/Noo Trybe Records)
- 1997 Usual Suspects (5th.Ward Boys - Rap-A-Lot/Circle Management)
- 1997 The Untouchable (Scarface - Rap-A-Lot/Noo Trybe Records)
- 1997 In that Water (Ghetto Twiinz - Rap-A-Lot Records/Noo Trybe Records)
- 1997 Too much Weight (Too Much Trouble - Rap-A-Lot/Noo Trybe Records)
- 1998 The Dude (Devin The Dude - Rap-A-Lot Records)
- 1998 My Homies (Scarface - Rap-A-Lot Records)
- 1998 Thugged Out: The Albulation (Yukmouth - Rap-A-Lot Records)
- 1998 Headz or Tailz (Do or Die - Rap-A-Lot/Neighborhood Watch Records)
- 1998 The Next (Johnny P - Rap-A-Lot Records)
- 1998 Da Good, Da Bad & Da Ugly (Geto Boys - Rap-A-Lot Records)
- 1998 Mil-Ticket (A-G-2-A-KE - Rap-A-Lot Records)
- 1998 Now or Never (Tela - Rap-A-Lot Records)
- 1998 Interview With A Killa (Ganksta NIP - Rap-A-Lot Records)
- 1998 No Mercy (Blac Monks - Rap-A-Lot Records)
- 1998 No Pain No Gain (Ghetto Twiinz - Rap-A-Lot/Upper Level Records)
- 1999 Hard to Hit (Big Mike - Rap-A-Lot/Priority Records)

### 2000er
- 2000 The Last Of A Dying Breed (Scarface - Rap-A-Lot Records)
- 2000 Victory (Do or Die - Rap-A-Lot Records/Virgin Records America, Inc)
- 2000 The World ain't enough (Tela - Rap-A-Lot Records)
- 2001 Got It On My Mind (Ghetto Twiinz - Rap-A-Lot/Upper Level Records)
- 2001 Thug Lord: The New Testament (Rap-A-Lot/Smoke-A-Lot Records)
- 2001 Big Syke Daddy (Big Syke - Rap-A-Lot Records/D3 Entertainment)
- 2002 Just Tryin’ Ta Live (Devin The Dude - Rap-A-Lot Records)
- 2002 Big Syke (Big Syke - Rap-A-Lot Records)
- 2002 Neva Surrenda (The Rap-A-Lot Session) (The Outlawz - Rap-A-Lot Records)
- 2002 United Ghettos Of America (Rap-A-Lot/Smoke-A-Lot Records)
- 2003 Fatal (Fatal - Rap-A-Lot Records)
- 2003 Black Roulette (DMG - Rap-A-Lot Records)
- 2003 Godzilla (Yukmouth - Rap-A-Lot/Smoke-A-Lot Records)
- 2003 Pimpin ain't Dead (Do or Die - Rap-A-Lot Records)
- 2004 United Ghettos Of America Vol. 2 (Rap-A-Lot/Smoke-A-Lot Records)
- 2004 Greatest Hits - Screwed & Chopped (5th Ward Boyz - Rap-A-Lot 4 Life)
- 2004 To Tha X-Treme (Devin The Dude - Rap-A-Lot Records)
- 2005 The Foundation (Geto Boys - Rap-A-Lot/Asylum Records)
- 2005 Let The Truth Be Told (Z-Ro - Rap-A-Lot/Asylum Records)
- 2005 Trill (Bun B - Rap-A-Lot/Asylum Records)
- 2006 My Homies, Pt 2 (Scarface - Rap-A-Lot Records)
- 2006 Get that Paper (Do or Die - Rap-A-Lot Records)
- 2006 I’m Still Livin’ (Z-Ro - Rap-A-Lot Records)
- 2006 Restless (Trae - Rap-A-Lot Records)
- 2006 Pimpalation (Pimp C - Rap-A-Lot Records)
- 2007 Waitin’ To Inhale (Devin The Dude - Rap-A-Lot 4 Life/Asylum Records)

## Künstler

### Aktuelle
- Bun B
- Do or Die
- Devin the Dude
- Dirty
- Geto Boys
- Partners N Crime
- Trae
- Yukmouth
- Z-Ro

### Ehemalige
- Scarface
- Ganksta N-I-P
- Pimp C